# 37392 Yukiniall
37392 Yukiniall este un asteroid din centura principală de asteroizi.

## Descriere
37392 Yukiniall este un asteroid din centura principală de asteroizi. A fost descoperit pe 10 decembrie 2001 la Uccle de Thierry Pauwels și H. M. J. Boffin. Asteroidul prezintă o orbită caracterizată de o semiaxă mare de 2,32 ua, o excentricitate de 0,16 și o înclinație de 9,5° în raport cu ecliptica.